# Syvende Dags Adventistkirken
Syvende Dags Adventistkirken er et kristent trossamfund med rødder i de store vækkelser i USA og Europa i første halvdel af 1800-tallet og bekender sig til adventismen. Formelt blev kirken stiftet i Battle Creek i staten Michigan i 1863, og den første menighed i Danmark blev til i Alstrup i 1878 under vejledning af dansk-amerikaneren John Gottlieb Matteson.
Navnet syvendedags-adventisterne – eller i daglig tale: adventisterne – skyldes, at bevægelsen lærer, at ugens syvende dag, lørdagen, er hviledag (sabbat). Bibelens profetier om Jesu genkomst (advent) har en central plads i undervisningen og er drivkraften bag adventisternes mission. Kirken praktiserer voksendåb. Kirkens medlemmer tilskyndes til at føre en sund livsstil med vegetarisk kost og afholdenhed fra alkohol, tobak og koffein, og desuden anbefales de gammeltestamentlige kostregler mod svinekød og krybdyr.
Adventister giver tiende af deres indkomst til kirken, for at dennes funktioner kan opretholdes.
I Danmark har adventisterne ca. 2.500 medlemmer fordelt på godt 40 menigheder rundt om i landet.[kilde mangler]
Der findes i Danmark et beslægtet spejderkorps med betegnelsen Adventistspejderne. Adventisterne driver i Danmark også friskoler (fx Nærum Privatskole, efterskolen/gymnasiet Vejlefjordskolen samt plejehjem.
På verdensplan har bevægelsen omkring 17 millioner døbte medlemmer og 25 millioner kirkegængere hver lørdag. Bevægelsen har egen nødhjælpsorganisation ADRA/ADRA Danmark og driver også hospitaler og sanatorier.

## Geografisk inddeling og ledelse
Adventistkirken opererer ikke med biskopper eller provster, men har en valgt formand, der i dag vælges ved generalforsamlingen hvert fjerde år. Tidligere, fra 1931-1992, var Danmark inddelt i to "konferenser" med hver deres konferensformand. Endnu tidligere, fra 1880-1931, var Danmark en enkelt konferens, som i øvrigt var den første konferens, der blev oprettet uden for USA. Fra 1992 og frem til i dag er Adventistkirken organiseret som en union af de danske menigheder med en unionsformand eller landsformand.
Denne union hører under Den Transeuropæiske Division, der dækker Norden, Baltikum, Holland, Det Forenede Kongerige og Balkanlandene m.fl. Divisionen er en af 13 enheder i Generalkonferensen eller Verdenskirken.

### Formænd for Adventistkirken i Danmark
| Årstal    | Danmark              | Østdansk                  | Vestdansk           |  |
| 1880-1886 | John G. Matteson     |                           |                     |  |
| 1886-1888 | O.A. Olsen           |                           |                     |  |
| 1889-1899 | L. Johnson           |                           |                     |  |
| 1899-1901 | M.M. Olsen           |                           |                     |  |
| 1901-1906 | P.A. Hansen          |                           |                     |  |
| 1906-1908 | I.C. Raft            |                           |                     |  |
| 1908-1914 | C.C. Jensen          |                           |                     |  |
| 1914-1920 | A.G. Christiansen    |                           |                     |  |
| 1920-1928 | Christian Resen      |                           |                     |  |
| 1928-1931 | L. Muderspach        |                           |                     |  |
| 1931-1938 |                      | T. Tobiasen               |                     |  |
| 1931-1937 |                      |                           | Axel Varmer         |  |
| 1938-1946 |                      | Axel Varmer               |                     |  |
| 1937-1939 |                      |                           | P.G. Nelson         |  |
| 1946-1951 |                      | S.A. Broberg              |                     |  |
| 1940-1947 |                      |                           | H. Muderspach       |  |
| 1951-1954 |                      | H. Muderspach             |                     |  |
| 1947-1954 |                      |                           | Thorvald Kristensen |  |
| 1954-1961 |                      | Thorvald Kristensen       |                     |  |
| 1954-1957 |                      |                           | H. Muderspach       |  |
| 1961-1967 |                      | Jens Madsen               |                     |  |
| 1957-1963 |                      |                           | Børge Olsen         |  |
| 1967-1970 |                      | A. Brandt                 |                     |  |
| 1963-1968 |                      |                           | H. Muderspach       |  |
| 1970-1978 |                      | Henning Jacobsen          |                     |  |
| 1968-1978 |                      |                           | Helge Andersen      |  |
| 1978-1986 |                      | Kay Støtt                 |                     |  |
| 1978-1986 |                      |                           | Henning Jacobsen    |  |
| 1986-1992 |                      | Niels Christian Rasmussen |                     |  |
| 1986-1990 |                      |                           | John Pedersen       |  |
| 1990-1992 |                      |                           | Henning Jacobsen    |  |
| 1992-1995 | Gunnar Pedersen      |                           |                     |  |
| 1995-1998 | Carl-David Andreasen |                           |                     |  |
| 1998-2000 | Paul Birch Petersen  |                           |                     |  |
| 2000-2004 | Carl-David Andreasen |                           |                     |  |
| 2004-2007 | Ole Kendel           |                           |                     |  |
| 2007-2012 | Bjørn Ottesen        |                           |                     |  |
| 2012 -    | Thomas Müller        |                           |                     |  |